# C'mon and Love Me
C'mon and Love Me je píseň americké rockové skupiny Kiss vydaná na albu Dressed to Kill. Píseň napsal Paul Stanley za méně než hodinu. Song hravě a barvitě popisuje jakéhosi Don Juana který je velice přitažlivý a neodolatelný pro kořist opačného pohlaví.
C'mon and Love Me se stala velice populární a oblíbenou písní na koncertech v sedmdesátých letech.

## Další výskyt
"C'mon and Love Me" se objevil na následujících albech Kiss:
- Dressed to Kill - Original studio verze
- Alive! - Live verze
- Double Platinum - Studio verze
- Kiss Unplugged - Akustická live verze
- The Originals - Studio verze
- The Box Set - Live version
- The Very Best of Kiss - Studio verze
- The Best of Kiss, Volume 1: The Millennium Collection - Studio verze
- Gold - Studio verze
- Kiss Chronicles: 3 Classic Albums - Studio verze
- Kiss Alive! 1975-2000 - Studio verze
- Ikons - Studio verze

## Sestava
- Paul Stanley – zpěv, rytmická kytara
- Gene Simmons – zpěv, basová kytara
- Ace Frehley – sólová kytara, basová kytara
- Peter Criss – zpěv, bicí, perkuse